# Panurgica fusca
Panurgica fusca es una especie de mantis de la familia Hymenopodidae.

## Distribución geográfica
Se encuentra en Camerún y Kenia.